# Vilanava de Laton
Vilanava del Laton (en francès Villeneuve-du-Latou) és un municipi francès situat al departament de l'Arieja i a la regió d'Occitània.